# Terik (peuple)
Pour les articles homonymes, voir Terik.
Les Terik sont une population d'Afrique de l'Est vivant au Kenya. Ils font partie du groupe kalenjin.

## Ethnonymie
Selon les sources et le contexte, on observe différentes formes : Nyangori, Nyang'oris, Nyengori, Teriks.
Ils s'auto-désignent par le nom de tɛ́ːrɪ́k ou tɛrɪkɛ́ːk, au singulier, terkíkiːn ou teríkíːntét.

## Langues
Ils parlent le terik, une langue kalenjin dont le nombre de locuteurs était d'environ 601 000 lors du recensement de 2009. Le swahili est également utilisé.